# Avižienių miškas
Avižienių miškas este o arie protejată (sit de importanță comunitară — SCI) din Lituania întinsă pe o suprafață de 14,7 ha, integral pe uscat.

## Localizare
Centrul sitului Avižienių miškas este situat la coordonatele 54°10′58″N 23°41′55″E / 54.1829°N 23.6986°E.

## Înființare
Situl Avižienių miškas a fost declarat sit de importanță comunitară în februarie 2014 pentru a proteja 1 specie de animale.

## Biodiversitate
Situată în ecoregiunea boreală, aria protejată nu include niciun habitat protejat.
La baza desemnării sitului se află o specie protejată de  amfibieni: triton cu creastă (Triturus cristatus).